# Bath (West Virginia)

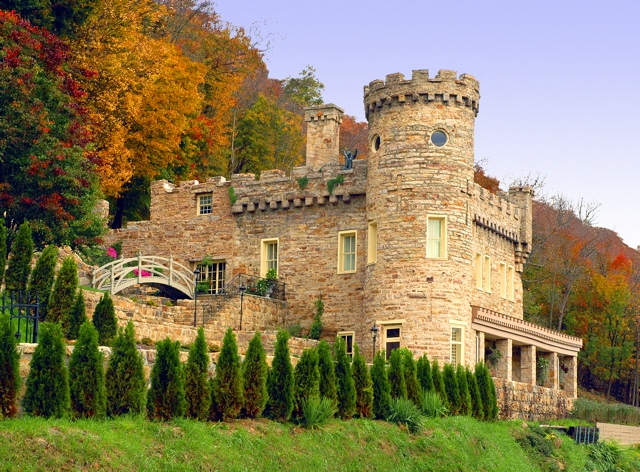
Berkeley Castle

Bath is een plaats (town) in de oostelijke panhandle van de Amerikaanse staat West Virginia. Het is de hoofdplaats van Morgan County. De officiële naam is Bath, maar men verwijst vaak naar de plaats met de naam van het postkantoor Berkeley Springs.

## Geschiedenis
Al in de begintijd van de Verenigde Staten trokken de warmwaterbronnen in Bath vele bezoekers, onder wie George Washington. Bath is dan ook vernoemd naar het eveneens vanwege zijn warme bronnen bekende Engelse Bath.

## Demografie
Bij de volkstelling in 2000 werd het aantal inwoners vastgesteld op 663.
In 2006 is het aantal inwoners door het United States Census Bureau geschat op 701, een stijging van 38 (5,7%).

## Geografie
Volgens het United States Census Bureau beslaat de plaats een oppervlakte van 0,6 km², geheel bestaande uit land.

## Plaatsen in de nabije omgeving
De onderstaande figuur toont nabijgelegen plaatsen in een straal van 32 km rond Bath (Berkeley Springs).

## Partnersteden
- Bath (Engeland)